# Cobla

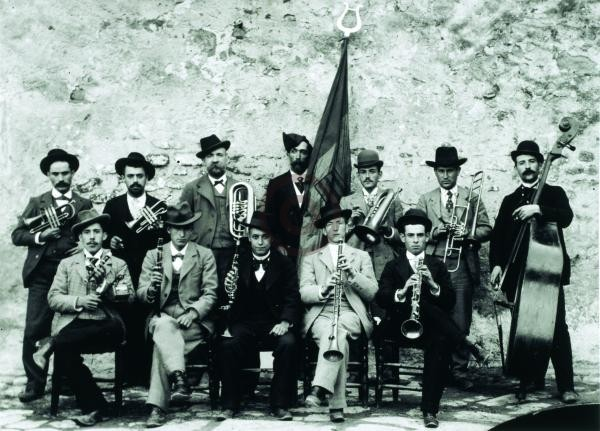
Een cobla uit 1909

Een cobla is een traditioneel muziekensemble uit Catalonië, een deelstaat in Noordoost-Spanje, en uit het gebied rond de Zuid-Franse stad Perpignan, het gedeelte van Roussillon dat ook wel Frans Catalonië wordt genoemd. Dit ensemble begeleidt doorgaans de sardana's, traditionele Catalaanse kringdansen.

## Samenstelling
Een hedendaagse cobla bestaat uit 11 musici:
- Een persoon speelt met één hand de flabiol, een hoge eenhandsfluit in F, en met de andere hand een klein trommeltje, de tamborí. De tamborí hangt aan een koord om de nek van de speler.
- Vier Catalaanse schalmeien (dubbelriet blaasinstrumenten)
  - Twee tibles in F (een tible is een soort uitgeboorde hobo)
  - Twee tenora's in Bes (een tenora is een tenorschalmei, lager dan de tible)
- Vijf koperblazers
  - Twee trompetten, in Bes
  - Twee fiscorns (in feite basbugels (flicorno basso) in C met cilinderventielen)
  - Een trombone (in bijna alle cobla's wordt een ventieltrombone in C gebruikt)
- Een contrabas (een driesnarige bas met darmsnaren)

Er zijn kleine variaties op deze instrumentatie in hedendaagse cobla's. Net als in de jazz Bigband zitten de houtblazers in een rij voor de koperblazers en bas. In Catalonië is een instrument dat op de tible en tenora lijkt, maar nog kleiner is, de gralla geheten (een soort dulzaina). Dit wordt niet gebruikt in cobla's maar in groepen die andere Catalaanse volksmuziek spelen.

## Geschiedenis
Van oorsprong was een cobla een driemansformatie:
- Een speler speelde de flabiol en trommel
- De tweede speler speelde de tible
- De derde speelde doedelzak

De moderne 11-koppige cobla werd ontwikkeld door de Catalaanse musicus Josep Maria "Pep" Ventura (1817-1875), die meer dan 200 "Lange Sardana's" componeerde. Er is naar hem in Barcelona een smalle straat genoemd, alsook een metrostation.

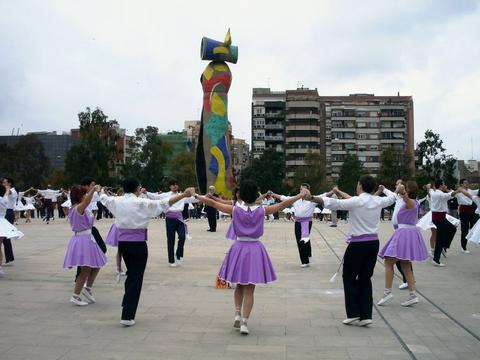
Een groep dansers die een Sardana dansen

## Hoe de cobla gebruikt wordt
De cobla is normaliter het begeleidingsorkestje om de sardana te begeleiden.
In Barcelona, de hoofdstad van Catalonië, kan men zomers dikwijls cobla's zien spelen, in de openlucht op pleintjes, waar dan tientallen Catalanen samen met toeristen de sardana dansen, waarbij de toeristen dan hun rugzakken en tassen in het midden van de cirkel zetten tegen diefstal. Ondanks de kleine bezetting van een cobla is het geluid sterk genoeg om een open ruimte als een plein en de straten eromheen te vullen met geluid. Hoewel in een band ongebruikelijk zijn de tible en tenora de luidste instrumenten.

## Cobla's buiten Catalonië
Verder kan nog worden opgemerkt dat er buiten Catalonië slechts één cobla bestaat. Dit is Cobla La Principal d'Amsterdam. Deze cobla is in 1987 opgericht en richt zich niet uitsluitend op de traditionele Catalaanse muziek, maar op het bredere terrein van de mediterrane dansmuziek. Het orkest laat veel nieuwe muziek componeren en bestaande stukken bewerken voor cobla, vaak aangevuld met solisten. Deze cobla kreeg in 2007 het Creu de Sant Jordi uitgereikt, de hoogste onderscheiding van de staat Catalonië. In 2010 heeft de Cobla uit Amsterdam nog de 'Premi Nacional Agustí Borgunyó' mogen ontvangen. Deze prijs wordt eens per jaar uitgereikt aan een persoon of instelling die zich sterk maakt voor 'het scheppen, verspreiden en bevorderen van symfonische of "vrije" muziek voor cobla'.